# 5888 Ruders
5888 Ruders eller 1978 VU7 är en asteroid i huvudbältet som upptäcktes den 7 november 1978 av de båda amerikanska astronomerna Eleanor F. Helin och Schelte J. Bus vid Palomarobservatoriet. Den är uppkallad efter den danske kompositören Poul Ruders.
Den tillhör asteroidgruppen Koronis.